# Gloverville
 (avril 2025).
Gloverville est une census-designated place située dans le comté d'Aiken, dans l’État de Caroline du Sud, aux États-Unis. Lors du recensement de 2020, elle comptait 2 406 habitants.